# Франсоаз Арди
Франсоаз Мадлен Арди (фр. Françoise Madeleine Hardy; Париз, 17. јануара 1944 — Париз 11. јун 2024) била је француска кантауторка и глумица. Музички је дебитовала почетком шездесетих у дискографској кући Вог и постигла је непосредан успех песмом „Tous les garçons et les filles“. Као водећа фигура је-је покрета, Арди се нашла у самом врху француске музичке сцене и постала француска певачка звезда која се највише извози, снимајући на разним језицима, појављујући се у филмовима, на турнејама широм Европе и стицање похвала од музичара као што су Боб Дилан, Мајлс Дејвис и Мик Џегер. Уз помоћ фотографа Жан-Мари Периеа, Арди је почела да се бави моделингом, а убрзо је постала и популарна модна икона. 
Како се је-је ера ближила крају шездесетих, Арди је покушала да се измисли, одбацивши модерну слику девојке из суседства коју јој је Перие створио и напустивши слатке и допадљиве композиције које су карактерисале њен репертоар до тада. Почела је да ради са искуснијим текстописцима као што су Серж Генсбур и Патрик Модијано. Њен албум  La question из 1971. године представљао је важну прекретницу у њеној каријери, крећући се ка зрелијем стилу; оно остаје њено најцењеније дело и створило је посвећени култ током година. Почетак седамдесетих такође је означио почетак њеног познатог бављења астрологијом. Током година постала је стручњак и писац на ту тему.
Арди остаје популарна личност у музици и моди и сматра се иконом француског попа и шездесетих. Певачица се такође сматра хомосексуалном иконом и више пута је изјављивала да су јој најприврженији пријатељи и обожаваоци геј. Неколико њених песама и албума појавило се на листама најцењенијих критичара.

## Биографија
Арди је рођена и одрасла у 9. арондисману Париза са млађом сестром Мишел. Њени родитељи су живели одвојено док је била млада, њен отац је мало финансијски допринео породици и одржавао је слабе везе са својим кћеркама. Међутим, мајка девојчица га је наговорила да Францоаз купи гитару за њен рођендан као награду за полагање велике матуре.
Њени рани музички утицаји били су француске звезде шансоне Шарл Трене и Кора Вокер, као и англофони певачи Паул Анка, Еверли Брадерс, Клиф Ричард, Чони Франсис, Елвис Пресли и Марти Вајлд, за које је чула на радио станици Лукембург. 
После годину дана на Сорбони, јавила се на новински оглас у потрази за младим певачима. Арди је потписала свој први уговор са издавачком кућом Вог у новембру 1961. У априлу 1962, убрзо након што је напустила универзитет, појавила се њена прва плоча „Oh Oh Chéri“. Њена друга страна плоче под називом "Tous les garçons et les filles", постигла је велики успех у Француској. Продан је у више од милион примерака и награђен је златном плочом. Плоча је достигла 36. место на UK Singles Chart 1964. године. Наводно је мрзела песму, рекавши да је снимљена „за три сата са најгора четири музичара у Паризу". У то време се забављала са фотографом Жан-Мари Периеом, а његови кадрови су на многим њеним омотима.
Арди пева на француском, енглеском, италијанском, немачком и има две интерпретације на шпанском и једну на португалском. Њени снимци на италијанском језику, завршени у Паризу 1963. године у продукцији Еција Леонија, и данас су високо цењени. 1963. представљала је Монако на Песми Евровизије, завршивши на петом месту са „L'amour s'en va“. Године 1963. награђена је Гран Пријом Академије Шарл Кро.
1994. године сарађивала је са британском поп групом Блур у њиховој песми „La Comedie“. 1995. певала је на синглу Малколма Макларена „Revenge of the Flowers“. Песма се појављује на његовом концепт албуму Paris. У мају 2000. вратила се албумом Clair-obscur, на којем је њен син свирао гитару, а супруг отпевао дует „Puisque vous partez en voyage“. Учествовали су и Иги Поп и Етјан Дао. Такође је снимила дует са Перијем Блејком, који је написао две песме за Tant de belles choses. За овај албум Арди је освојила награду за уметницу године на церемонији Victoires de la musique  2005. године.
Арди је 2012. године обележила своју педесетогодишњу каријеру издавањем свог 27. албума L'Amour fou ; такође је написала и објавила књигу са истим насловом.
Дана 5. марта 2015. године, после две године ћутања, објављена је друга књига под насловом Avis non-autorisé („Неовлашћено мишљење“). У овој књизи она размишља о старости, својим интересовањима и  досадама.
Због свог тешког васпитања, Арди је постала прилично стидљива - особина која је и данас део њеног карактера. На питање о њеној стидљивости у интервјуу са Џоном Ендруом, емитованом на Би Би Си Радију 2011. године, рекла је: 
Када  су се моји родитељи развели - у то време то није била добра ствар, била је врста срамоте. Отац није много помогао мојој мајци, а све остале девојчице биле су одевене другачије од мене - њихови родитељи су имали више новца ... Уопште нисам уживала у свему што ми се дешавало, када само одједном постанеш веома познат ... када су ме модне куће преузеле то је био посао, ствари које сам морала да радим - нисам уопште уживала ... Сасвим је немогуће издржати - да ми се превише диве - то није нормална ситуација ... То ми се уопште не свиђа ... Стварно ми није пријатан мој професионални живот, па и реч „икона“ - као да су говорили о неком другом,као да то нисам стварно ја ... Осећам се срећно када сам у свом кревету, у својој соби са добром књигом.
После озбиљне болести у марту 2015. године, изјавила је да уопште није имала жељу да пише песме. Оздравила је после две године и у студио за снимање вратила се у новембру 2017.

## Филмови
Франсоаз Арди је на филму дебитовала 1963. године, након што ју је редитељ Рожер Вадим изабрао за улогу Орфелије у његовом филму  Nutty, Naughty Chateau. Потом је извела три до четири наступа као певачица у неким музикалима у Италији, на пример, Questo pazzo, pazzo mondo della canzone из 1965. Исте године Арди је играла мању улогу као градоначелников помоћник у филму Клајва Донера  What's New Pussycat?  а затим је имао споредну улогу у  A Bullet Through the Heart (Une balle au cœur)), редитеља Жан-Даниела Полеа. 1966. године, појавила се у сцени из филма Жан-Лик Годара Masculin, féminin, затим је учествовала на Гран Прију, америчком блокбастеру која се фокусирао на трке Формуле 1 и животе возача, у режији Џона Франкенхајмера, у којој је глуми Лису, девојку Нина Барлинија, измишљеног италијанског возача. Након ове улоге, Францоаз Арди више није желела да снима филмове, али је 1972. имала мању улогу хипика у филму  Les Colombes  (Голубови) режисера из Квебека Жан-Клод Лорда. Ово је било њено последње појављивање на екрану, осим у филму Клода Лелуша из 1976. године  If I Had to Do It All Over Again (Si c’était à refaire), где се појављује као певачица која изводи песму.

## Студијски албуми
- Tous les garçons et les filles (1962); released in the U.S. as The "Yeh-Yeh" Girl from Paris! (1965)
- Le premier bonheur du jour (1963)
- Françoise Hardy canta per voi in italiano (1963)
- Mon amie la rose (1964)
- In Deutschland (1965)
- L'Amitié (1965)
- Françoise Hardy Sings in English (1966)
- La maison où j'ai grandi (1966)
- Ma jeunesse fout le camp... (1967)
- En anglais (1968)
- Comment te dire adieu (1968)
- One-Nine-Seven-Zero (1969)
- Träume (1970)
- Soleil (1970)
- La question (1971)
- 4th English Album (1971)
- Et si je m'en vais avant toi (1972)
- Message personnel (1973)
- Entr'acte (1974)
- Star (1977)
- J'écoute de la musique saoûle (1978)
- Gin Tonic (1980)
- À suivre (1981)
- Quelqu'un qui s'en va (1982)
- Décalages (1988)
- Le danger (1996)
- Clair-obscur (2000)
- Tant de belles choses (2004)
- (Parenthèses...) (2006)
- La pluie sans parapluie (2010)
- L'Amour fou (2012)
- Personne d'autre (2018)

## Синглови
| Year | Single                                                    | Chart positions | Chart positions |
| Year | Single                                                    | UK              | AU              |
| ---- | --------------------------------------------------------- | --------------- | --------------- |
| 1962 | "Tous les garçons et les filles"                          | 36              | -               |
| 1962 | "J'suis d'accord"                                         | -               | -               |
| 1962 | "Le Temps de l'amour"                                     | -               | -               |
| 1963 | "Le Premier Bonheur du jour"                              | -               | -               |
| 1963 | "L'amour s'en va"                                         | -               | -               |
| 1964 | "Only friends" ("Ton meilleur ami")                       | -               | -               |
| 1964 | "Mon amie la rose"                                        | -               | -               |
| 1964 | "Je n'attends plus personne"                              | -               | -               |
| 1964 | "Et même"                                                 | 31              | -               |
| 1965 | "All Over the World" ("Dans le monde entier")             | 16              | -               |
| 1965 | "L'Amitié"                                                | -               | -               |
| 1965 | "Only You Can Do It" ("Je veux qu'il revienne")           | -               | 22              |
| 1966 | "La maison où j'ai grandi" ("Il ragazzo della via Gluck") | -               | -               |
| 1967 | "Just Call and I'll Be There" ("Le Temps des souvenirs")  | -               | 83              |
| 1967 | "Des ronds dans l'eau"                                    | -               | -               |
| 1967 | "Voilà" (listen [1])                                      | -               | -               |
| 1968 | "Comment te dire adieu" ("It Hurts to Say Goodbye")       | -               | -               |
| 1970 | "Fleur de lune"                                           | -               | -               |
| 1973 | "Message personnel"                                       | -               | -               |
| 1978 | "J'écoute de la musique saoûle"                           | -               | -               |
| 2000 | "Puisque vous partez en voyage"                           | -               | -               |
| 2004 | "Tant de belles choses"                                   | -               | -               |
| 2016 | "True Love Ways"                                          | -               | -               |